# コクーン (チャンネルサーバー)
コクーン（CoCoon）とは、ソニーがかつて販売していたHDDレコーダー、DVDレコーダー、ホームシアターシステムのブランド名である。

## 概要
2002年4月15日に「チャンネルサーバー」という名称で「ユビキタスバリューネットワーク」をもとに「My Cast（マイキャスト）」を提案することを目的としたCSV-S55が発表され、同年5月11日に発売された。
コクーンはインターネットと接続するモデムを内蔵し、ユーザー専用のホームページである「カモン!マイキャスター」に接続できるなど、ネットワーク機能も搭載した。
キーワードを入力すれば自動的にテレビ番組を録画し、利用者の好みも分析するという機能を持った「知性を持った家電」。
初代コクーンを発売した半年後の11月1日には、シリーズ第2弾のCSV-S57、CSV-E77が発売された。
2003年春、最初で最後のコクーンの名を冠したDVDレコーダーであるNDR-XR1（2003年4月3日発表、同年4月12日発売）、ホームシアターシステムのNAV-E900、NAV-E600（両方とも2003年4月3日発表、同年4月26日発売）、HDDレコーダーのシリーズ第3弾であるCSV-P500 （2003年5月8日発表、同年5月17日発売）の4機種が発売された。
2003年9月2日には、HDDレコーダーのCSV-EX11、CSV-EX9が発表され、同年11月1日にはその2機種が発売された。
その後、コクーンの後継機は出なかったが、当時のWEGAやデジタルチューナーなどとiLINK（TS）接続して伝送するチューナー非搭載のHDDレコーダーとしてVRP-T3（2004年10月3日発売）、VRP-T5（2004年10月1日発売）が販売された。その後、ブラビアのオプション機器としてHDDレコーダーのBRX-A250（2007年11月20日発売）、BRX-A320（2009年2月20日発売）が発売されている。

## ラインアップ
CSV-S552002年5月11日発売の初代モデル。HDDは80GBだが、80GBを増設するサービス（4万5000円）を受けた場合160GBになる。
CSV-S572002年11月1日発売。HDDは80GBだが、80GBを増設するサービス（4万5000円）を受けた場合160GBになる。
CSV-E772002年11月1日発売。2番組同時録画対応。HDDは160GBである。このモデルからネットワークの接続がダイヤルアップでは無くなり、インターネットの常時接続環境が前提になった。
NDR-XR12003年4月12日発売。HDDは80GBである。同時期にはDVDレコーダーのブランドがなかったが、このモデルはコクーンを冠しているモデルである。
NAV-E9002003年4月26日発売。DVDホームシアターシステムのHDDは80GBである。スピーカーは600Wである。
NAV-E6002003年4月26日発売。DVDホームシアターシステムのHDDは80GBである。スピーカーは500Wである。
CSV-P5002003年5月17日発売。HDDは160GBである。スカイパーフェクTVと連動する機能がある。
CSV-EX112003年11月1日発売の最終モデル。HDDは500GBである。同社のパソコンであるVAIOを使ってDVDに録画番組を移すこともできる。
CSV-EX92003年11月1日発売の最終モデル。HDDは250GBである。HDDを増設しCSV-EX11相当にするサービス（250GB→500GB）もあった。同社のパソコンであるVAIOを使ってDVDに録画番組を移すこともできる。

## テレビ番組
- 日経スペシャル ガイアの夜明け ものづくり神話よ再び　〜ソニーの新たなる挑戦〜（2003年7月1日、テレビ東京）[2]